# Ришар Феран
Ришар Феран (фр. Richard Ferrand; Родез, 1. јул 1962) француски је политичар који је обављао функцију председника Народне скупштине од 2018. до 2022. године. Посланик је Народне скупштине за 6. изборну јединицу Финистереа од 2012. године.  Био је дугогодишњи члан Социјалистичке партије, био је генерални секретар РУП-а од октобра 2016. године, а потом је постао вођа њихове посланичке групе Народне скупштине у јуну 2017. године. Члан је партије Република у покрету! (РУП).

## Детињство и младост
Феран је рођен 1. јула 1962. године у Родезу, у Француској. Феран је завршио средњу школу у Биндеу, Немачка и студирао је немачки језик и право на Универзитету Тулуз 1, а затим на Универзитету Париз-Дескартес где је постао члан СП-а са 18 година. 
Након напуштања универзитета, Феран је радио као новинар у више публикација, укључујући Center Presse, Auto Moto, Circuler, Vie publique,  Године 1991. Феран је постао саветник за комуникације Кофија Јамњана,  тадашњег државног секретара у министарству за социјална питања и интеграцију. 

## Рана политичка каријера
Феран се придружио Социјалистичкој партији (СП) 1980. године и изабран је за одборника у граду Каре Плугер 1998. године као своју прву изабрану функцију. На општинским изборима 2001. и 2008. Феран је оба пута изгубио, добивши 31% гласова у 2008. години. 
На регионалним изборима 2010, Феран је био један од кандидата за СП-а за округ Финистер. Дана 21. марта 2010. постао је одборник за овај регион и од тада је председавао социјалистичком и сличним групама. 
Феран се 2007. кандидовао за 6. изборну јединицу Финистера испред СП-а. Изгубио је од Кристијана Менарда који је постигао 50,19% гласова.  Феран се 2012. године кандидовао у истој изборној јединици испред СП-а, где је у првом кругу добио 32,2% гласова, а затим 58,3% гласова у другом кругу. 

## Народна скупштина
У Народној скупштини, Феран је био члан групе СЕР (социјалиста, еколога и републиканаца) и био је члан Одбора за социјална питања. Никада није радио у пољопривредном или пољопривредно-прехрамбеном сектору, али је био ко-председник групе за пољопривредну и пољопривредно-прехрамбену индустрију. Посебно се укључује у социјална питања и употребу јефтиније радне снаге од тренутно доступне. 
Док је био у Одбору за социјална питања, Феран је био извештач ког је именовала ЕУ о резолуцијама око радника и коришћењу јефтиније европске радне снаге.  У свом извештају је навео да се европски радници осећају одвојеним због недостатка социјалне кохезије и коришћења јефтиније радне снаге као њихове замене. Он се залаже за мере ограничавања замене радника. 
Упркос Ферановом противљењу покрету Бонет Руж против еко-пореза, који је покренула Фијонова влада а додатно га је проширила Ајролтова влада, , заузео се против експанзије, рекавши да они подвлаче сложеност пореског система. Он подржава измене и допуне везане за еколошки порез. Након што је дошло до одлагања еколошког пореза, Феран и други бретонски политичари тражили су од министра енергетике, Сеголен Роајал, да преиспита порески план. 
Дана 3. октобра 2014, премијер Мануел Валс именовао је Ферана заједно са министром економије Емануелом Макроном за рад на плану реформе прописа који се заснивају на основу радне снаге. Задатак му је био да гледа „правни оквир који ограничава рад на развоју“, истовремено обраћајући пажњу на различите ситуације из многих различитих региона.  Након консултација са многим синдикатима, стручњацима и другим удружењима, поднео је извештај у коме се наглашава да је потребна реформа регулисаног тржишта рада, али "реформа, константна, то укључује двадесет и осам предлога који су посебно усмерени на промовисање приступа младим људима тржишту рада." 
Ова реформа је на крају прослеђена у Народну скупштину, где су амандмани од стране посланика скупштине резултирали стварањем "Закона за раст, активност и једнаке могућности" или Макроновог закона за који су лобирали синдикати и друге организације. 
Феран је тада постављен за генералног известиоца, што је једна од највећих реформи у првих пет година мандата председника Оланда са преко 300 чланака и сектора као што су: реформе транспорта, штедње, радни судови, стамбена питања и квалификоване професије. Више од сто једанаест сати расправљало се у Народној скупштини о реформи. Текст је на крају усвојен, укључујући мере које првобитно нису биле тамо, али су додате током парламентарне расправе, као што су: пуштање у рад комерцијалних продавница недељом, либерализација транспортних услуга и подстицање квалификованих занимања да младима омогуће стабилну животну професију. 

## Генерални секретар Републике у покрету!
Дана 16. октобра 2016. Феран је постављен за генералног секретара У покрету! Емануела Макрона, човека с којим је блиско сарађивао док је оно био министар за економију.  Следећег месеца, поднео је оставку на чело СП-ове групе у регионалном савету за Финистер,  и потврдио је да је 9. маја 2017. напустио СП. 

## Лидер групе РУП-а у Народној скупштини
Дана 24. јуна 2017. објављено је да је Феран званично изабран за вођу групе Републике у покрету! у Народној скупштини са 306 гласова за и 2 уздржана. 